# Шаиста-хан
Мирза Абу Талиб, более известный как Шаиста-хан (ум. 1694) — крупный могольский военный и государственный деятель, субадар Бенгалии (1664—1678, 1680—1688), дядя по матери могольского императора Аурангзеба.

## Биография
Шаиста-хан имел персидское происхождение. Его дед, Мирза Гийас-бек (ум. 1622) был великим визирем при императора Джахангире в 1611—1622 годах, а отец, Асаф-хан (1569—1641), занимал пост великого визиря при императоре Шах-Джахане в 1628—1641 годах.
Шаиста-хан был братом Мумтаз-Махал, любимой жены императора Шах-Джахана. Благодаря своим родственным связям, Шаиста-хан быстро поднялся по карьерной лестнице, достигнув высоких постов в могольской армии и при императорском дворе. Стал ближайшим сподвижником императора Аурангзеба.
После гибели Афзал-хана в 1659 году могольский император Аурангзеб отправил своего дядю Шаиста-хана в Декан, чтобы подавить восстание маратхов под руководством Шиваджи. В январе 1660 года Шаиста-хан прибыл в Аурангабад и быстро занял Пуну, столицу Шиваджи. После тяжелых боёв с маратхами он также захватил крепость Чакан и округ Кальян в Северном Конкане. 5 апреля 1663 года Шиваджи с большим отрядом своих воинов, замаскированных под участников свадебной церемонии, беспрепятственно вошёл в Пуну. Ночью Шиваджи с маратхами внезапно напал на дворец Шаиста-хана в городе. Маратхи ворвались во дворец и перебили телохранителей наместника. В схватке с Шиваджи Шаиста-хан лишился трех пальцев, а его сын был убит маратхами во дворце. Воспользовавшись сумятицей и темнотой, маратхи во главе с Шиваджи смогли вырваться из дворца. Шокированный внезапным и смелым нападением Шиваджи на Пуну, Аурангзеб в 1664 году перевел Шаиста-хана на наместничество в Бенгалию.
Шаиста-хан был назначен субадаром Бенгалии после смерти Мир-Джумлы в 1663 году. В качестве могольского губернатора он поощрял торговлю с Европой, Юго-Восточной Азией и другими районами Индии. Он укрепил свою власть, подписав торговые соглашения с европейскими государствами. Несмотря на свою позицию, он оставался верен императору Аурангзебу. Он запретил Британской Ост-Индской компании действовать в Бенгалии, что стало поводом для Войны Чайлда (1686—1690).
Шаиста-хан поощрял строительство в Дакке. Он был покровителем искусств и поощрял строительство величественных памятников по всей провинции, в том числе мавзолеев, мечетей и дворцов. Шаиста-хан значительно расширил Форт Лалбах и Мечеть Чавк.
После прибытия в Бенгалию Шаиста-хан занимался борьбой с соседними горными племенами. Опасаясь угрозы со стороны соседнего Аракана, он начал развивать могольский флот, увеличив его численность до 300 кораблей в течение года. Он также прилагал большие дипломатические усилия, чтобы получить поддержку Голландской Ост-Индийской компании и Португалии. При активной помощи Голландии Шаиста-хан руководил могольскими силами при осаде острова Сандвип, который находился под контролем Аракана. В ноябре 1665 года при поддержке португальцев бенгальский наместник Шаиста-хан захватил этот остров.
В декабре 1665 года Шаиста-хан начал военную кампанию против Читтагонга, оплота Аракана. Могольский императорский флот состоял из 288 судов и около 40 вспомогательных португальских судов. Общее командование осуществлял Бузург Уммед-хан, сын Шаиста-хана. В морском сражении моголы и португальцы одержали победу над араканцами. Захваченные земли на западном берегу реки Каладан перешли под прямое управление императорской администрации. Захваченный Читтагонг был переименован в Исламабад. Шаиста-хан вернул под власть Могольской империи области Бихар и Камарупа.
В последующие годы Шаиста-хан покинул Дакку и вернулся в Дели. При нём Дакка превратилась из небольшого городка в региональный центр торговли, политики и культуры. На территории его дворца в Дакке была построена мечеть Шаиста-хана.